# Đường sắt Hợp Vũ

Đường sắt Hợp Vũ (Trung văn giản thể: 合 武 铁路; Trung văn phồn thể: 合 武 铁路; bính âm: Hé-Wǔ tiělù) là một tuyến đường sắt cao tốc dài 350 km (220 mi) ở hai tỉnh Trung Quốc An Huy và Hồ Bắc, với đoàn tàu chạy tuyến Hợp Phì tỉnh lỵ An Huy và Vũ Hán thủ phủ tỉnh Hồ Bắc với tốc độ 250 km một giờ. Tuyến đường sắt khai trương vào ngày 01 tháng 4 năm 2009 và đã được sử dụng bởi xe lửa tuyến Thượng Hải-Nam Kinh-Hợp Phì-Vũ Hán kể từ sau đó.
Tính đến thời điểm tháng 7 năm 2010, hệ thống có 9 lượt tàu mỗi ngày chạy từ mỗi phía giữa Hợp Phì và ba nhà ga của Vũ Hán, với thời gian chạy tàu là 2 tiếng 40 phút cho chiều dài 350 km. Thêm 6 lượt tàu sê ri D hai chiều Thượng Hải-Vũ Hán chạy trên tuyến này không dừng lại ở Hợp Phì.
Đường sắt này là một trong các phần của tuyến đường đông-tây quan trọng đang được xây dựng, hành khách Huhanrong chuyên dụng Line (Thượng Hải-Hán Khẩu, Thành Đô).
Đường sắt sử dụng đường hầm khi đi qua Đại Biệt Sơn trên biên giới An Huy, Hồ Bắc.